# Мечеть ісламської солідарності
Мечеть ісламської солідарності (араб. جامع التضامن الإسلامى, сом. Masaajidka Isbaheysiga) — мечеть в Могадішо, Сомалі.

## Історія
Побудована в 1987 за фінансової підтримки саудівського фонду Фахд ібн Абдул-Азіза Аль Сауда. Це головна мечеть у столиці та культова будівля мусульман Сомалі.
Після початку громадянської війни на початку 1990-х мечеть закрита.
У 2006 знову відкрита Союзом ісламських судів, який почав залучати кошти бізнесменів Сомалі для ремонту частин будівлі.
У 2012-2013 відреставрована підрядником Сомалі «Старсом», за фінансової підтримки турецької неурядової некомерційної організації «Turkiye Diyanet Foundation».
У 2015 федеральний уряд Сомалі завершив реконструкцію інфраструктури мечеті.

## Опис
Це найбільша мечеть на Африканському Розі. У мечеті може розмістити до 10 000 вірян. Знаходиться на узбережжі Індійського океану.